# Giławy (gromada)
Giławy – dawna gromada, czyli najmniejsza jednostka podziału terytorialnego Polskiej Rzeczypospolitej Ludowej w latach 1954–1972.
Gromady, z gromadzkimi radami narodowymi (GRN) jako organami władzy najniższego stopnia na wsi, funkcjonowały od reformy reorganizującej administrację wiejską przeprowadzonej jesienią 1954 do momentu ich zniesienia z dniem 1 stycznia 1973, tym samym wypierając organizację gminną w latach 1954–1972.
Gromadę Giławy z siedzibą GRN w Giławach utworzono – jako jedną z 8759 gromad na obszarze Polski – w powiecie olsztyńskim w woj. olsztyńskim na mocy uchwały nr 21 WRN w Olsztynie z dnia 4 października 1954. W skład jednostki weszły obszary dotychczasowych gromad Giławy, Grabowo, Groszkowo i Nerwik ze zniesionej gminy Marcinkowo w powiecie olsztyńskim, a także obszar dotychczasowej gromady Zaborowo oraz miejscowość Gąsiorowo z dotychczasowej gromady Rusek Wielki ze zniesionej gminy Dźwierzuty w powiecie szczycieńskim w tymże województwie. Dla gromady ustalono 9 członków gromadzkiej rady narodowej.
Gromadę zniesiono 31 grudnia 1961, a jej obszar włączono do gromady Purda w tymże powiecie.